# TRICAD MS
TRICAD MS ist ein CAD/CAE-Planungswerkzeug mit 3D-Branchenlösungen für die technische Gebäudeausrüstung und den Anlagenbau. Das Software-Werkzeug basiert auf CAD-Kernsystemen von Bentley Systems.

## Geschichte
Begonnen hat die Entwicklung von TRICAD MS 1967, als der Ingenieur Reinhard Meier sich mit der Triplan GmbH selbständig machte. In den 1960er Jahren gehörte Meier zu den Pionieren, die das maßstäbliche Industriemodell als Planungshilfsmittel einsetzten.
1979 entschloss sich Meier, als weiteres Planungshilfsmittel in ein CAD-System zu investieren. Mit TRICAD stand schon bald eine ganze Produktfamilie von der Rohrleitungs- und Anlagenplanung bis zu einer Lösung für alle Gewerke der Gebäudetechnik zur Verfügung.
1995 fiel die strategische Entscheidung, TRICAD auf die MicroStation-Plattform zu portieren. Ab 1998 war TRICAD MS dann auch kommerziell verfügbar.
Am 1. Januar 2024 wurde die Venturis IT GmbH in Tricad GmbH umbenannt. Im Zuge dieser Umfirmierung erfolgte auch die Anpassung des Produktnamens: Die Software trägt seither die Bezeichnung Tricad.
Im April 2025 erschien die reguläre Aktualisierung der Software auf die Version Tricad 2025.